# Rians (Cher)
Rians ist eine französische Gemeinde mit 962 Einwohnern (Stand: 1. Januar 2022) im Département Cher in der Region Centre-Val de Loire. Sie gehört zum Arrondissement Bourges und zum Kanton Saint-Germain-du-Puy.

## Geografie
Etwa 20 Kilometer nordöstlich von Bourges gelegen befindet sich Rians in der Champagne berrichonne.
Umgeben wird Rians von den Nachbargemeinden Aubinges im Nordwesten und Norden, Saint-Céols im Norden und Nordosten, Montigny im Nordosten, Azy im Osten, Étréchy im Südosten, Brécy im Süden, Sainte-Solange im Südwesten sowie Les Aix-d’Angillon im Westen.

## Bevölkerungsentwicklung
| Jahr                       | 1962 | 1968 | 1975 | 1982 | 1990 | 1999 | 2008 | 2019 |
| Einwohner                  | 604  | 667  | 731  | 836  | 984  | 1017 | 1051 | 971  |
| Quellen: Cassini und INSEE |      |      |      |      |      |      |      |      |

## Sehenswürdigkeiten
- Kirche Saint-Christophe aus dem 12. Jahrhundert, Umbauten aus dem 14. und 18. Jahrhundert (siehe auch: Liste der Monuments historiques in Rians (Cher))
- Schloss Sery aus dem 15. Jahrhundert
- Wassermühlen von Malvette und Ecorce

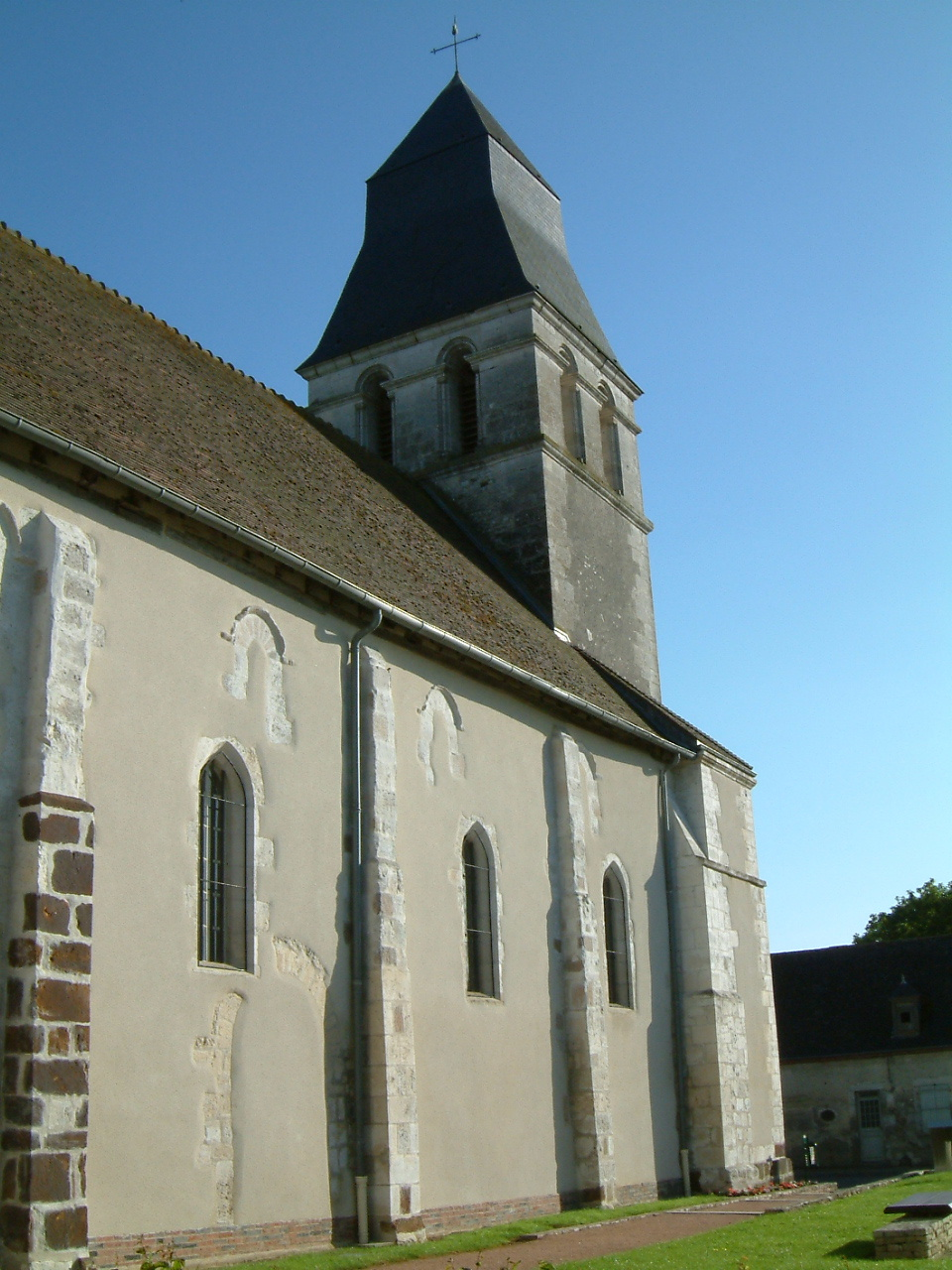
Kirche Saint-Christophe